# Potxetne
Potxetne (en (ucraïnès): Почетне, en rus: Почётное, Potxótnoie) és un poble de la República Autònoma de Crimea a Ucraïna, que el 2014 tenia 1.247 habitants. Pertany al districte rural de Krasnoperekopsk. Fins al 1920 la vila es deia Tuzlà.